# Arrigo Boito
Arrigo Boito (født 24. februar 1842, død 10. juni 1918) var en italiensk komponist og forfatter.
Som operakomponist forenede han impulser fra Wagner med italiensk tradition. Han blev kendt for sin opera Mefistofele (oversat til dansk af Sophus Bauditz). Han har også skrevet en enkelt symfoni.
Han har blandt andet skrevet libretto til Verdis operaer Otello og Falstaff.

## Udvalgte værker
- Symfoni (i A-mol) (1858) - for orkester
- Sorelle d'Italia (Italiens kvinder) (1861) - opera
- Amleto (1865) - opera
- Mefistofele (Djævelen) (1868-1875) - opera